# Juan Tronconi
Juan Tronconi es un pequeño paraje rural del partido de Roque Pérez, Provincia de Buenos Aires, Argentina.

## Ubicación
Se encuentra a 16 km al SE de la ciudad de Roque Pérez a través de un camino rural.

## Población
Durante los censos nacionales del INDEC de 2001 y 2010 fue considerada como población rural dispersa.